# PSR B0943+10
PSR B0943+10 är en ensam stjärna i södra delen av stjärnbilden Lejonet. Stjärnan upptäcktes i Pushchino i december 1968 och gavs den ursprungliga beteckningen PP 0943, Den blev den första pulsaren som upptäcktes av sovjetiska astronomer.

## Egenskaper
PSR B0943+10 är en neutronstjärna och pulsar. Den har en massa som är ca 0,02 solmassor, en radie som är ca 2,6 kilometer och har ca 0,0000131 gånger solens utstrålning av energi från dess fotosfär vid en effektiv temperatur av ca 3 100 000 K.
Pulsaren beräknas vara 5 miljoner år gammal, vilket är relativt gammalt för en pulsar. Den har en rotationsperiod på 1,1 sekunder och sänder ut både radiovågor och röntgenstrålning. Pågående forskning vid University of Vermont upptäckte att pulsaren visade sig växla, med ungefär några timmars period, mellan ett radiovågläge med mycket organiserade pulseringar och ett tystare läge med ganska kaotisk tidsstruktur.
Dessutom avslöjade observationerna av pulsaren som utfördes samtidigt med Europeiska rymdorganisationens XMM-Newton röntgenobservatorium och markbaserade radioteleskop att den uppvisar variationer i dess röntgenstrålning som omvänt efterliknar förändringarna i radiovågor. Pulsaren har en svagare icke-pulserande röntgenljusstyrka under radioljusläget och är faktiskt ljusare under det tysta radioläget och sänder ut distinkta röntgenpulser. Sådana förändringar kan bara förklaras om pulsarens magnetosfär (som kan sträcka sig upp till 52 000 km från ytan) snabbt växlar mellan två extrema tillstånd. Förändringen sker i några sekunders tidsskala, mycket snabbare än de flesta pulsarer. Trots att det var en av de första pulsarerna som upptäckte är mekanismen för dess ovanliga beteende okänd.
En forskargrupp från Peking University publicerade en artikel som tyder på att pulsaren faktiskt kan vara en kvarkstjärna med låg massa.

## Planetsystem
I maj 2014 hittades två gasjättar kring PSR B0943+10.
| Planet | Massa  | Halv storaxel (AE) | Siderisk omloppstid (d) | Excentricitet | Inklination | Radie |
| ------ | ------ | ------------------ | ----------------------- | ------------- | ----------- | ----- |
| b      | 2,6 MJ | 2,9                | 1 460                   | -             | -           | -     |
| c      | 1,6 MJ | 0,2097             | 44,556456               | -             | -           | -     |